# Fluorid europitý
Fluorid europitý je anorganická sloučenina s chemickým vzorcem EuF3.

## Příprava
Fluorid europitý lze připravit reakcí dusičnanu europitého a fluoridu amonného:
Eu(NO3)3 + 3 NH4F → EuF3 + 3 NH4NO3
Lze jej také připravit reakcí oxidu europitého s fluorovodíkem:
Eu2O3 + 6 HF → 2 EuF3 + 3 H2O
Nanočástice fluoridu europitého mohou být také připraveny působením mikrovlnného záření na octan europitý v iontové kapalině s tetrafluoroboritanovým aniontem.

## Vlastnosti
Fluorid europitý je bílá pevná látka, prakticky nerozpustná ve vodě. Má ortorombickou krystalovou strukturu, která při teplotě nad 647 °C se mění na trigonální (typu fluoridu lanthanitého) s hranami mřížky a = 692 pm a c = 709 pm.

## Využití
Fluorid europitý se využívá jako katalyzátor při výrobě fluoridů smíšených kovů. Je také využíván v optických sklech a keramice. Pomocí fluoridu europitého lze připravit fluorid europnatý redukcí kovovým europiem nebo vodíkem:
2 EuF3 + Eu → 3 EuF2
2 EuF3 + H2 → 2 EuF2 + 2 HF